# Manuel Jorge Domínguez
Manuel Jorge Domínguez Díaz (nascido em 8 de dezembro de 1962) é um ex-ciclista espanhol que competiu profissionalmente durante as décadas de 80 e 90 do século XX. Competiu na estrada individual nos Jogos Olímpicos de Los Angeles 1984.